# 西興部村

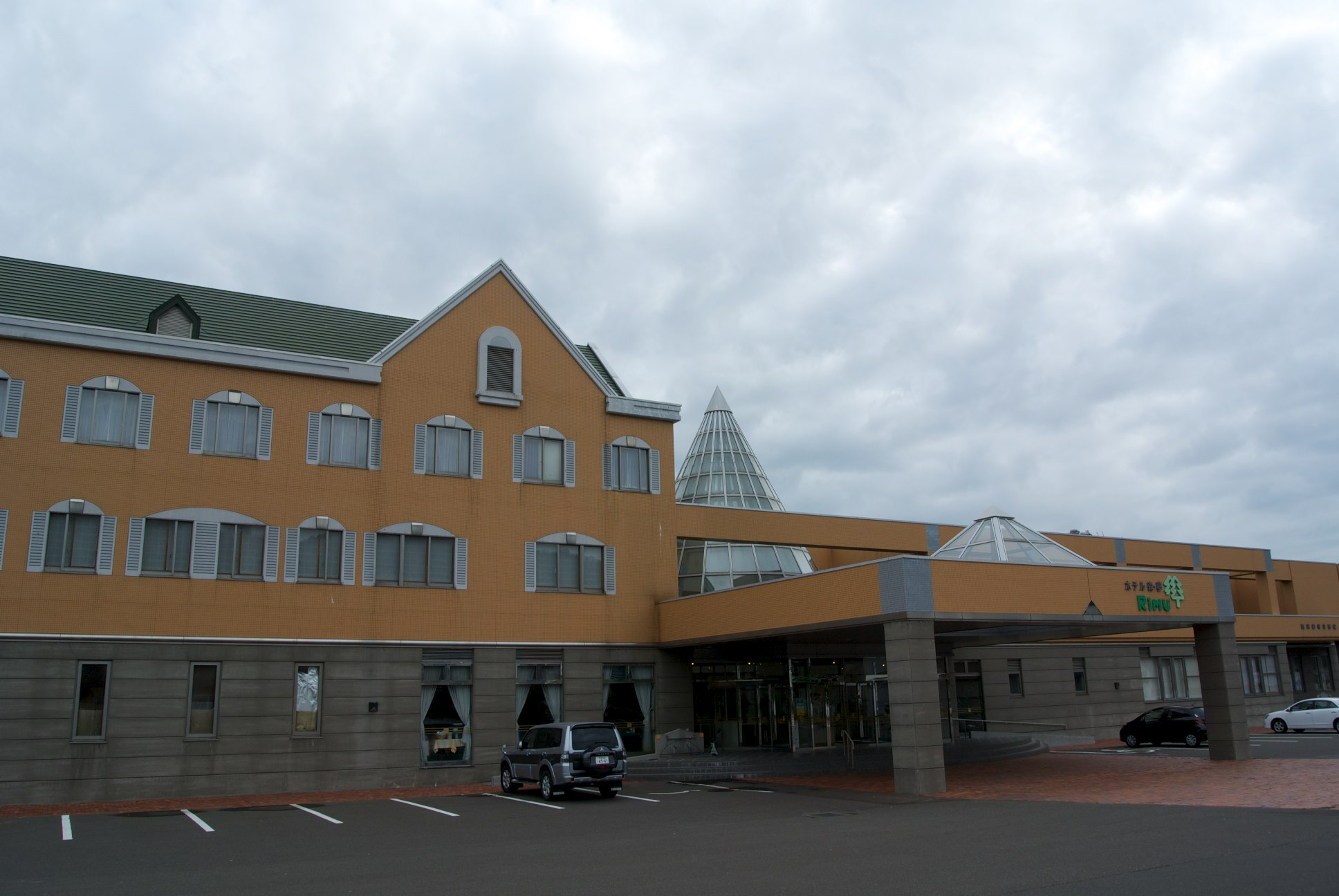
西興部のホテル森夢

西興部村（にしおこっぺむら）は、北海道オホーツク総合振興局管内の北部に位置する村。オホーツク地域のうち西紋地域に属する。道東地方の内陸にあり、面積の約9割を森林が占める。
村名の由来は、母町である興部町の西に位置することから。積極的な地域情報化政策を行ったことで知られている。イメージキャラクターにセトウシくんがいる。

## 地理
興部町の西に接し、内陸部に位置する。
- 山：ウエンシリ岳（標高1142m）、鬱岳（標高818m）、ポロヌプリ岳（標高835m）
- 川：興部川、藻興部川

## 気候
ケッペンの気候区分によると、西興部村は湿潤大陸性気候に属する。寒暖の差が大きく気温の年較差、日較差が大きい顕著な大陸性気候である。降雪量が多く、周辺の自治体と同様に特別豪雪地帯に指定されている。冬季は沿岸のオホーツク海側の地域よりは内陸の山間部であるため降雪量は多く、-30℃前後の気温が観測されることが珍しくない。近年でも2020年2月9日に-30.5℃を観測している。
| 西興部（1991年 - 2020年）の気候    | 西興部（1991年 - 2020年）の気候 | 西興部（1991年 - 2020年）の気候 | 西興部（1991年 - 2020年）の気候 | 西興部（1991年 - 2020年）の気候 | 西興部（1991年 - 2020年）の気候 | 西興部（1991年 - 2020年）の気候 | 西興部（1991年 - 2020年）の気候 | 西興部（1991年 - 2020年）の気候 | 西興部（1991年 - 2020年）の気候 | 西興部（1991年 - 2020年）の気候 | 西興部（1991年 - 2020年）の気候 | 西興部（1991年 - 2020年）の気候 | 西興部（1991年 - 2020年）の気候 |
| 月                                 | 1月                             | 2月                             | 3月                             | 4月                             | 5月                             | 6月                             | 7月                             | 8月                             | 9月                             | 10月                            | 11月                            | 12月                            | 年                              |
| ---------------------------------- | ------------------------------- | ------------------------------- | ------------------------------- | ------------------------------- | ------------------------------- | ------------------------------- | ------------------------------- | ------------------------------- | ------------------------------- | ------------------------------- | ------------------------------- | ------------------------------- | ------------------------------- |
| 最高気温記録 °C （°F）             | 7.5 (45.5)                      | 15.2 (59.4)                     | 17.7 (63.9)                     | 27.9 (82.2)                     | 33.4 (92.1)                     | 33.7 (92.7)                     | 35.7 (96.3)                     | 36.4 (97.5)                     | 32.1 (89.8)                     | 27.9 (82.2)                     | 21.2 (70.2)                     | 14.7 (58.5)                     | 36.4 (97.5)                     |
| 平均最高気温 °C （°F）             | −3.1 (26.4)                     | −2.2 (28)                       | 2.3 (36.1)                      | 9.5 (49.1)                      | 16.5 (61.7)                     | 20.1 (68.2)                     | 23.4 (74.1)                     | 24.4 (75.9)                     | 20.9 (69.6)                     | 14.3 (57.7)                     | 6.0 (42.8)                      | −0.9 (30.4)                     | 10.9 (51.6)                     |
| 日平均気温 °C （°F）               | −7.8 (18)                       | −7.3 (18.9)                     | −2.6 (27.3)                     | 4.0 (39.2)                      | 10.1 (50.2)                     | 14.0 (57.2)                     | 18.0 (64.4)                     | 19.0 (66.2)                     | 14.8 (58.6)                     | 8.3 (46.9)                      | 1.9 (35.4)                      | −4.6 (23.7)                     | 5.7 (42.3)                      |
| 平均最低気温 °C （°F）             | −14.0 (6.8)                     | −14.2 (6.4)                     | −8.5 (16.7)                     | −1.7 (28.9)                     | 3.6 (38.5)                      | 8.5 (47.3)                      | 13.3 (55.9)                     | 14.5 (58.1)                     | 9.3 (48.7)                      | 2.7 (36.9)                      | −2.2 (28)                       | −9.5 (14.9)                     | 0.1 (32.2)                      |
| 最低気温記録 °C （°F）             | −30.8 (−23.4)                   | −33.2 (−27.8)                   | −27.7 (−17.9)                   | −15.1 (4.8)                     | −5.8 (21.6)                     | −2.2 (28)                       | 2.5 (36.5)                      | 4.0 (39.2)                      | −1.0 (30.2)                     | −7.0 (19.4)                     | −17.5 (0.5)                     | −25.1 (−13.2)                   | −33.2 (−27.8)                   |
| 降水量 mm （inch）                 | 57.4 (2.26)                     | 41.5 (1.634)                    | 47.7 (1.878)                    | 46.0 (1.811)                    | 61.7 (2.429)                    | 70.3 (2.768)                    | 116.9 (4.602)                   | 137.7 (5.421)                   | 150.9 (5.941)                   | 114.8 (4.52)                    | 99.0 (3.898)                    | 74.5 (2.933)                    | 1,015.1 (39.965)                |
| 降雪量 cm （inch）                 | 153 (60.2)                      | 122 (48)                        | 110 (43.3)                      | 32 (12.6)                       | 2 (0.8)                         | 0 (0)                           | 0 (0)                           | 0 (0)                           | 0 (0)                           | 3 (1.2)                         | 55 (21.7)                       | 150 (59.1)                      | 623 (245.3)                     |
| 平均降水日数 （≥1.0 mm）           | 14.6                            | 12.9                            | 13.3                            | 11.7                            | 10.7                            | 9.7                             | 10.5                            | 11.4                            | 13.2                            | 14.4                            | 17.1                            | 17.2                            | 155.6                           |
| 平均月間日照時間                   | 72.5                            | 91.8                            | 130.4                           | 163.7                           | 176.4                           | 152.7                           | 143.0                           | 139.8                           | 152.6                           | 133.7                           | 73.4                            | 59.4                            | 1,489.4                         |
| 出典1：Japan Meteorological Agency |                                 |                                 |                                 |                                 |                                 |                                 |                                 |                                 |                                 |                                 |                                 |                                 |                                 |
| 出典2：気象庁                      |                                 |                                 |                                 |                                 |                                 |                                 |                                 |                                 |                                 |                                 |                                 |                                 |                                 |

## 歴史
- 縄文時代より栄える。
- 江戸時代は松前藩領（ソウヤ場所、モンベツ場所）である。
- 1925年（大正14年）1月1日 紋別郡興部村（現・興部町）から分村、二級町村制。
- 1990年（平成2年） 鹿牧場の開設。
- 1997年（平成9年） 森の美術館「木夢（こむ）」開設[4]。

1999年に『美しい村づくり条例』を、2001年にはそれに基づく『景観形成指針』を策定。それに基づく公共施設整備や民間建物の新築・塗装に対する補助金で、建物の外壁がオレンジ色やそれに近い茶色が多くなるよう誘導した。1987年～2003年に村長を務めた三宅豊が、（積雪による）冬の白色、夏に目立つ森林の緑色とは違う（暖色の）オレンジ色で元気やぬくもりを生み出そうと考えたためという。当初は派手ではないかという疑問の声や反対意見もあったが、現在は景観に統一感ができたと評価する声が村内でも多い。

## 行政

### 歴代村長
特記なき場合『村勢要覧資料編2019』による。
| 代                 | 氏名               | 就任               | 退任               | 備考               |
| 西興部村長（官選） | 西興部村長（官選） | 西興部村長（官選） | 西興部村長（官選） | 西興部村長（官選） |
| ------------------ | ------------------ | ------------------ | ------------------ | ------------------ |
|                    | 不詳               |                    |                    |                    |
| 西興部村長（公選） |                    |                    |                    |                    |
| 10                 | 酒井政四郎         | 昭和22年4月6日     | 昭和32年3月5日     |                    |
| 11                 | 藤野巳代吉         | 昭和32年3月29日    | 昭和48年3月28日    |                    |
| 12                 | 喜藤孝郎           | 昭和48年3月29日    | 昭和56年3月28日    |                    |
| 13                 | 井上健治           | 昭和56年3月29日    | 昭和59年6月25日    |                    |
| 14                 | 山本太郎           | 昭和59年8月12日    | 昭和61年12月24日   |                    |
| 15                 | 三宅豊             | 昭和62年2月1日     | 平成15年1月31日    |                    |
| 16                 | 高畑秀美           | 平成15年2月1日     | 平成27年1月31日    |                    |
| 17                 | 菊池博             | 平成27年2月1日     | 現職               |                    |

## 経済
基幹産業は酪農。農業に就労する者の数は人口の1割もいないが、近年は1戸あたりの規模が大きい農家の割合が高くなっている。人口に占める高齢者の割合が非常に高いため就労者は人口の半数ほど。ギターのボディを製造する工場や特別養護老人ホーム、知的障害者福祉施設があるためそれらに就労する者の割合が高い。
マツタケが自生しており、マツタケ焼酎が村外への委託で醸造されている。

### 農協
- オホーツクはまなす農業協同組合（JAオホーツクはまなす）西興部支所

### 金融機関
- 北見信用金庫西興部支店

### 郵便局
- 西興部郵便局（集配局）
- 上興部郵便局

## 公共機関

### 警察
- 興部警察署[6]
  - 西興部駐在所（字西興部、字中興部、字六興、字中藻、字上藻及び字忍路子を管轄）
  - 上興部駐在所（字上興部、字奥興部、字札滑及び字東興を管轄）

### 消防
- 紋別地区消防組合消防本部
  - 西興部支署

## 姉妹都市・提携都市
姉妹都市・提携都市ではないが、アメリカ合衆国アラスカ州ジュノー市へ中学生が訪問し交流を行っている（実施されない年もある）。また、ジュノーから現地の市民の1家族を英語指導助手として期限付きで招聘していたこともある。

## 地域

### 人口
| |                                          |  |
| 西興部村と全国の年齢別人口分布（2005年） | 西興部村の年齢・男女別人口分布（2005年） |  |
| ■紫色 ― 西興部村 ■緑色 ― 日本全国 | ■青色 ― 男性 ■赤色 ― 女性                |  |
| 西興部村（に相当する地域）の人口の推移 \| 1970年（昭和45年） \| 2,714人 \| \| \| 1975年（昭和50年） \| 1,977人 \| \| \| 1980年（昭和55年） \| 1,609人 \| \| \| 1985年（昭和60年） \| 1,446人 \| \| \| 1990年（平成2年） \| 1,310人 \| \| \| 1995年（平成7年） \| 1,253人 \| \| \| 2000年（平成12年） \| 1,314人 \| \| \| 2005年（平成17年） \| 1,224人 \| \| \| 2010年（平成22年） \| 1,135人 \| \| \| 2015年（平成27年） \| 1,116人 \| \| \| 2020年（令和2年） \| 1,053人 \| \| |                                          |  |
| 総務省統計局 国勢調査より |                                          |  |
| 1970年（昭和45年） | 2,714人                                  |  |
| 1975年（昭和50年） | 1,977人                                  |  |
| 1980年（昭和55年） | 1,609人                                  |  |
| 1985年（昭和60年） | 1,446人                                  |  |
| 1990年（平成2年） | 1,310人                                  |  |
| 1995年（平成7年） | 1,253人                                  |  |
| 2000年（平成12年） | 1,314人                                  |  |
| 2005年（平成17年） | 1,224人                                  |  |
| 2010年（平成22年） | 1,135人                                  |  |
| 2015年（平成27年） | 1,116人                                  |  |
| 2020年（令和2年） | 1,053人                                  |  |

### 教育
- 中学校
  - 西興部
- 小学校
  - 上興部、西興部

## 交通

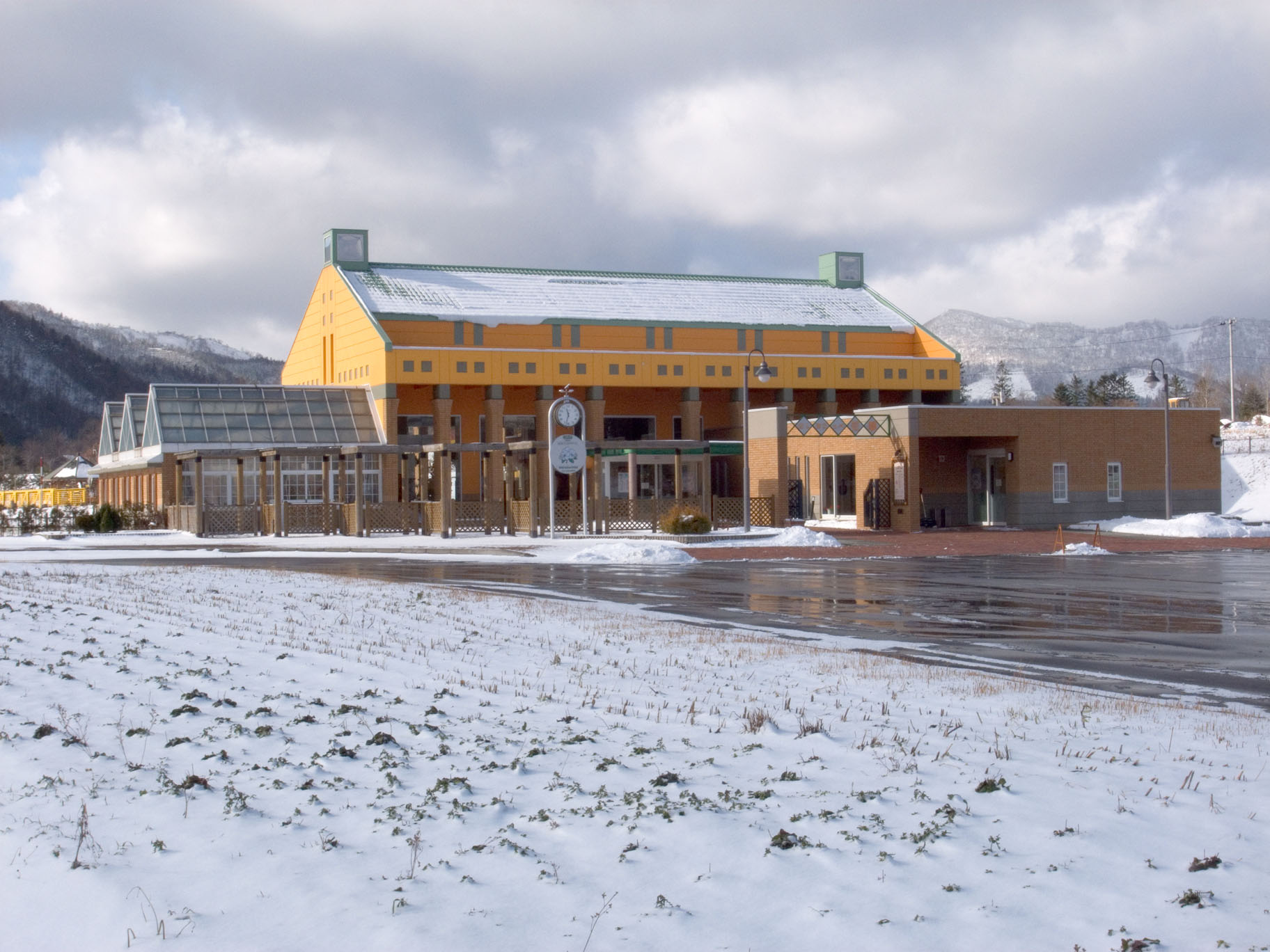
道の駅にしおこっぺ花夢

### 空港
- 紋別空港（紋別市）
- 旭川空港（東神楽町・旭川市）

### 鉄道
村内を鉄道路線は通っていない。最寄りの鉄道駅はJR北海道宗谷本線の名寄駅（名寄市）。

#### 廃止された鉄道
かつてはJR北海道名寄本線が通っていたが、1989年に廃止されている。上興部駅、西興部駅、六興駅、中興部駅があった。

### バス
- 名士バス 興部線：名寄市街地と興部バスターミナルを結ぶ路線で、国道239号に沿って村を東西に横断する。
- 西興部村営バス：上藻地区・中藻地区と西興部中心部とを結ぶ。

### 道路
- 一般国道
  - 国道239号 天北峠
- 都道府県道
  - 北海道道137号遠軽雄武線（一部未開通） 札久留峠 瀬戸牛峠
  - 北海道道334号中藻興部興部線
- 道の駅
  - にしおこっぺ花夢（かむ）[2]

## 名所・旧跡・観光スポット・祭事・催事

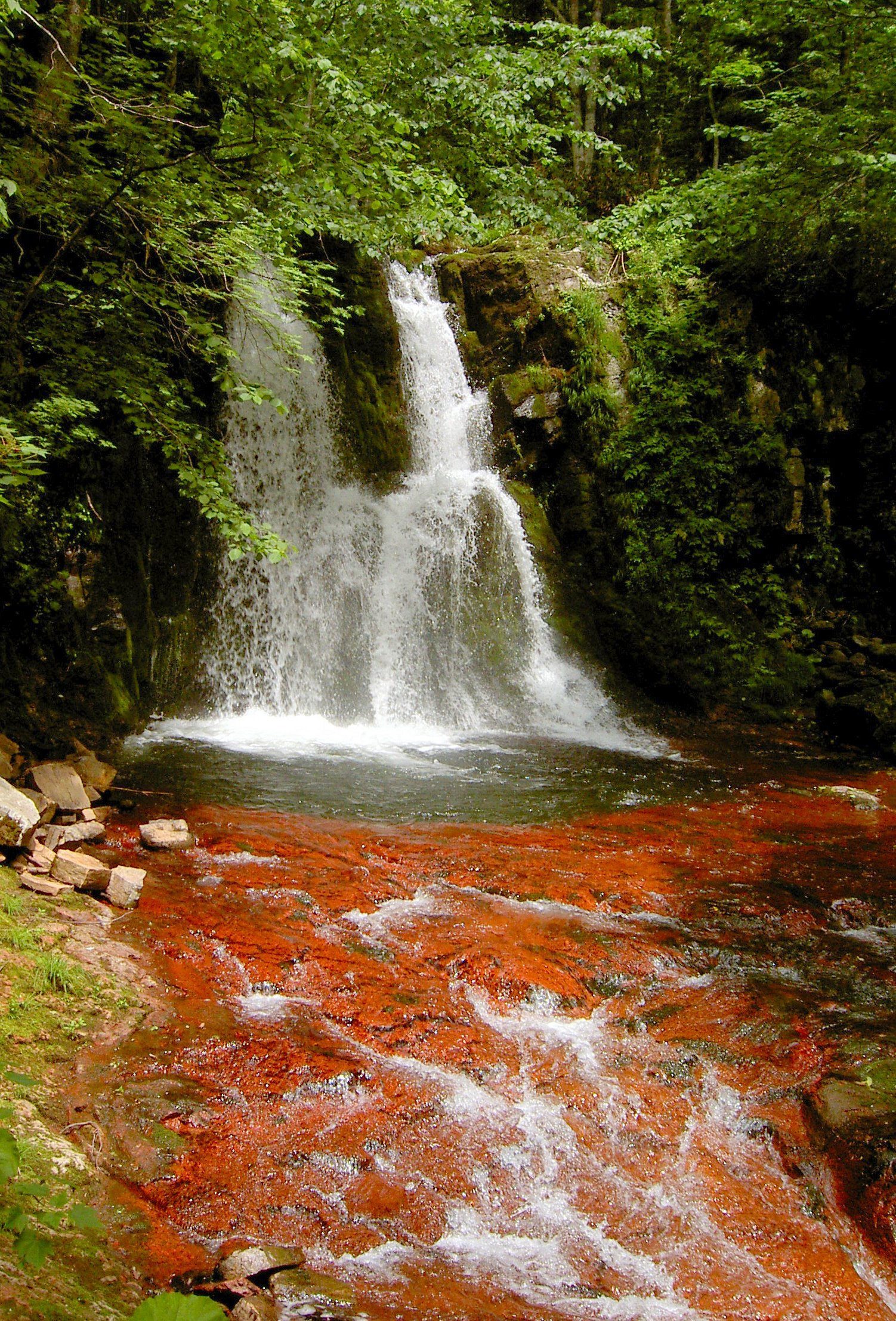
赤岩の滝

### 観光
- 行者の滝
- 赤岩の滝
- 黒岩の滝
- 氷のトンネル：真夏でも雪の残るトンネル。ただし2001年に崩落事故が発生したため、現在は見学できない。2005年6月、1日のみ限定で見学可能な日が設定されるようになる。
- ウエンシリ岳
- 鹿牧場
- 森の美術館「木夢」
- マルチメディア館「IT夢」（アトム）[2]
- 西興部村森林公園

### 祭事
- むら興しまつり（8月下旬）
- 行者の滝祭り（毎年7月19日）

## 出身の有名人
- 荻野一雄（元プロ野球選手）
- 羽黒花統司（大相撲・元関脇）

## その他の特色
2025年1月31日、交通事故死ゼロ30年を達成。